# L'Oubli que nous serons (film)
Pour plus de détails, voir Fiche technique et Distribution.
L'Oubli que nous serons (El olvido que seremos) est un film colombien réalisé par Fernando Trueba, sorti en 2020.
C'est l'adaptation du roman éponyme d'Héctor Abad Faciolince paru en français sous le titre L'Oubli que nous serons. Ce livre a pour sujet le père du romancier, Héctor Abad Gómez, professeur de médecine et professeur d'université, défenseur des droits de l'homme en Colombie dans les années 1970 et 1980, jusqu'à son assassinat en 1987.
Le film, sélectionné en compétition officielle à Cannes, a reçu le label du Festival de Cannes 2020.

## Synopsis
(La période où Héctor Joaquim est adulte est filmée en noir et blanc, celle où il est enfant en couleurs.)
En 1983, Héctor Joaquim, fils du Dr Héctor Abad, revient à Medellín, depuis Turin, où il a fait ses études.
Il revoit sa vie heureuse d'enfant avec ce père qu'il vénère, sa mère et ses quatre sœurs. Héctor Abad est médecin et il enseigne à l'université d'Antioquia. Il trouve tout de même le temps de contribuer à des projets sociaux dans les quartiers misérables de la ville, lutte contre la poliomyélite en vaccinant ses propres enfants pour convaincre la population… Héctor Joaquim veut le suivre partout, et rêve surtout de voir… une dissection. Si la mère, nièce de l'archevêque, est profondément catholique, et a fait venir Josefa, une religieuse, pour l’éducation des enfants, Héctor Abad est pour sa part très libéral et ouvert. Il ne prie pas, ne va pas à la messe, et explique à son fils que le monde n'a pas été créé en sept jours selon le récit de la Genèse, mais par un choc sismique. Ces convictions suffisent à choquer dans un pays obnubilé par la religion, et Héctor Abad, remercié de l'université, part enseigner en Indonésie. Lorsqu'il revient, il découvre que sa fille Marta est atteinte d'un cancer. Elle ne survivra pas et sa mort jette la désolation dans cette famille heureuse.
Dans les années 1980, le conflit armé s'aiguise. Lorsque les FARC abandonnent la lutte armée pour s'insérer dans la vie politique en fondant l'Union Patriotique, les paramilitaires et des membres de la force publique exécutent ses membres les uns après les autres. Héctor Abad rejoint les défenseurs des droits humains et dénonce la violence, d'où qu’elle vienne, guérilleros, paramilitaires, armée. En 1987, il se porte candidat à la mairie de Medellín en les renvoyant dos à dos, mais apprend qu'il figure sur une liste de personnes à abattre. Effectivement, le 25 août, il est attiré dans un guet-apens par une inconnue, qui lui parle d’un hommage à un de ses collègues assassinés : il est froidement abattu par un commando à moto. Son enterrement est suivi par une foule agitant des mouchoirs blancs.

## Fiche technique
- Titre original : El olvido que seremos
- Titre français : L'Oubli que nous serons
- Réalisation : Fernando Trueba
- Scénario : David Trueba d'après le roman d'Héctor Abad Faciolince
- Direction artistique : Camilo Ospina
- Costumes : Ana María Urrea
- Photographie : Sergio Iván Castaño
- Montage : Marta Velasco
- Musique : Zbigniew Preisner
- Pays d'origine :  Colombie
- Format : couleur — 35 mm
- Genre : historique
- Durée : 136 minutes
- Dates de sortie :
  - Colombie : 22 août 2020
  - France : 9 juin 2021

## Distribution
- Javier Cámara : Héctor Abad Gómez
- Aida Morales : Gilma
- Patricia Tamayo : Cecilia Faciolince
- Juan Pablo Urrego : Héctor
- Daniela Abad :

## Distinctions

### Récompenses
- 35e cérémonie des Goyas : meilleur film ibéroaméricain[2],[3]
- Prix Platino 2021 : meilleur film de fiction, du meilleur réalisateur, du meilleur scénario, du meilleur acteur et du meilleur acteur dans un second rôle[4]

### Sélection
- Label Festival de Cannes 2020